# أليكس بيتمان
أليكس بيتمان (بالإنجليزية: Alex Bateman)‏ هو معلوماني حيوي ‏ بريطاني، ولد في 1972.